# Luciferasa
Luciferasa es un término genérico para la clase de enzimas oxidativas utilizadas en bioluminiscencia, llamada así por degradar la luciferina,la cual es una fotoproteína.  Es usado principalmente en los laboratorios y por las luciérnagas (EC 1.13.12.7) de la especie Photinus pyralis.

## Funcionamiento
La luciferasa consume/oxida el pigmento luciferina con gasto de ATP (que en la célula suele proceder de la transformación del pirofosfato por el enzima sulfurilasa). La reacción de oxidación libera luz, de color diferente según la composición de la luciferina y luciferasa, lo que explica la producción de varios colores, en distintas especies de organismo. 

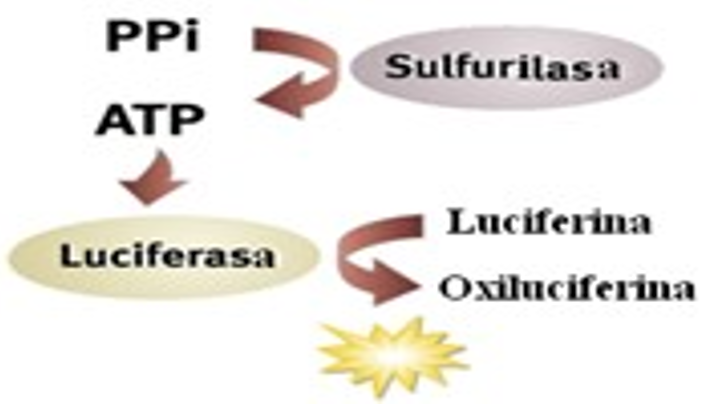
La luciferasa consume oxida el pigmento luciferina con gasto de ATP (que en la célula suele proceder de la transformación del pirofosfato por el enzima sulfurilasa). La reacción de oxidación libera luz, de color diferente según la composición de la luciferina y luciferasa.

## Uso en la biología molecular
La luciferasa se usa principalmente como un gen reportero en estudios sobre la regulación de la transcripción. El gen de interés, de un promotor, enhancer o silenciador, se inserta upstream del gen de luciferasa de lucíernago modificado (luc) en un plásmido. El plásmido recombinante se transfecta a un vector de expresión en un sustrato que contiene Mg2+ y ATP.  La cantidad de luz producido depende de la expresión del elemento upstream o promotor de interés. Luciferasa de renilla sirve como control cuando está ligada en otro vector y bajo el control de un promotor constitutivo en la misma célula. Según las distintas especies de animales la composición química de la luciferasa y de la luciferina varía, lo que produce colores distintos.

## Galería

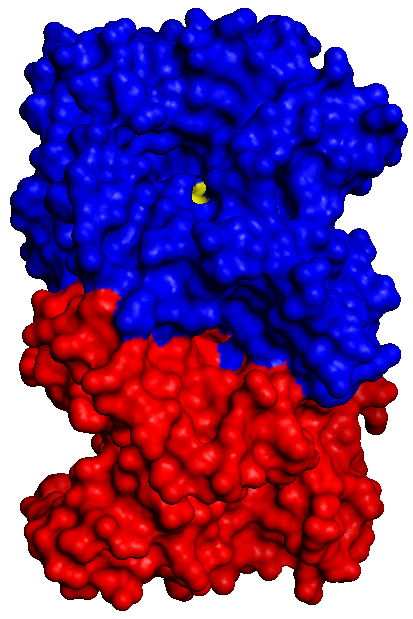
Luciferasa bacterial
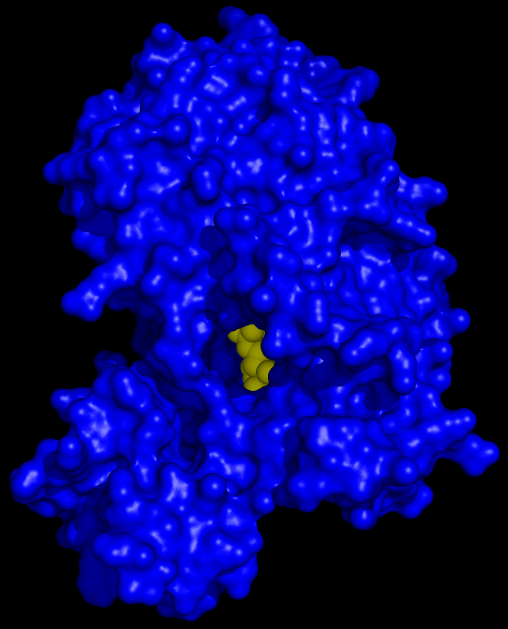
Luciferasa de luciérnaga